# غواصة يو بي-80
يو بي-80 غواصة ألمانية من فئة يو بي3 خدمت في البحرية الإمبراطورية الألمانية خلال الحرب العالمية الأولى. تم تكليفها في البحرية الإمبراطورية الألمانية في 8 سبتمبر 1917 باسم يو بي-80. تم تسليمها إلى إيطاليا وفقًا لمتطلبات الهدنة مع ألمانيا في 26 نوفمبر 1918 وفككت في لا سبيتسيا في مايو 1919.